# Az Overlord hadművelet
Az Overlord hadművelet (eredeti cím: Code Name: Emerald) 1985-ben bemutatott amerikai háborús akció-drámafilm. A filmet Jonathan Sanger rendezte, a főbb szerepekben Ed Harris, Max von Sydow, Eric Stoltz és Patrick Stewart látható. Ez volt az első mozifilm, amelyet az NBC készített.
A film 1985. szeptember 27-én jelent meg.

## Háttértörténet
A második világháború idején, néhány hónappal a normandiai partraszállás előtt Gus Langot, a szövetségesek ügynökét a megszállt Franciaországba küldik, hogy kiszabadítson egy, a németek által elfogott kulcsembert, aki pontosan tudja, mikor és hol fog ténylegesen megtörténni a D-napi támadás. A sikerhez több ember is segítségére lesz: a szövetségesek egy titkos barátja, egy fontos német tiszt (aki egy magas rangú beépített informátor), és a francia ellenállás tagjai. A német  SS azonban gyanút fog, és próbálja akadályozni a tervüket.

## Cselekmény
A második világháború idején, 1944 júniusában a németeknek számos foglyot sikerül ejteniük egy kommandós rajtaütés során az angol partoknál. A foglyokat a Vincennes-i kastélyba viszik, ahol a német Wehrmacht megpróbálja kiszedni a fiatal amerikai hadnagyból, Andy Wheelerből a tervezett normandiai partraszállás időpontját. A szövetségesek is tudnak az elfogásról, és próbálják megakadályozni, hogy a németek megkínozzák Wheelert.
Röviddel ezután August „Gus” Lang német csúcsügynök ejtőernyővel leugrik Párizs közelébe, hogy felvegye a kapcsolatot a francia ellenállással. Majd a Vincennes-i kastélyban lévő német főhadiszállásra megy, ahol Ernst Ritter Standartenführertől, Hoffmann SS-tábornoktól és Jürgen Brausch Wehrmacht-Obersttől azt a parancsot kapja, hogy mint Wheeler fogolytársa, hallgassa ki őt a szövetségesek terveivel kapcsolatban. Gus Lang azonban valójában a szövetségesek kettős ügynöke, és ez a helyzet nagy bajba sodorja.

## Szereplők
(A szereposztás mellett a magyar hangok feltüntetve)
- Ed Harris – Augustus „Gus” Lang – Szakácsi Sándor
- Max von Sydow – Jürgen Brausch, német tiszt, Wehrmacht-Oberst – Helyey László
- Horst Buchholz – Walter Hoffman, német főtiszt, SS-tábornok – Rubold Ödön
- Cyrielle Clair – Claire Jouvet – Schell Judit
- Helmut Berger – Ernst Ritter, Standartenführer – Csuha Lajos
- Eric Stoltz – Andy Wheeler, amerikai hadnagy – Dévai Balázs
- Patrick Stewart – Peters ezredes – Szersén Gyula
- Graham Crowden – Sir Geoffrey Macklin – Makay Sándor
- George Mikell – Seltz őrnagy –
- Julie Jézéquel – Jasmine –
- Katia Tchenko – Marie Claude –
- Vincent Grass – Nyomkövető –

## Fordítás
- Ez a szócikk részben vagy egészben  a   Code Name: Emerald című angol Wikipédia-szócikk fordításán alapul.  Az eredeti cikk szerkesztőit annak laptörténete sorolja fel. Ez a jelzés csupán a megfogalmazás eredetét és a szerzői jogokat jelzi, nem szolgál a cikkben szereplő információk forrásmegjelöléseként.